# Gospod Verdoux
Gospod Verdoux (francosko Monsieur Verdoux) je ameriški črno komični film, za katerega je Charlie Chaplin napisal scenarij in glasbeno podlago, ga produciral, režiral in v njem odigral glavno vlogo, bigamističnega morilca žena, ki ga je navdihnil serijski morilec Henri Désiré Landru. V stranskih vlogah so nastopili tudi Martha Raye, William Frawley in Marilyn Nash.

## Zgodba
Čeprav se je bančni uslužbenec Henri Verdoux izkazal za zvestega in spodobnega, so ga po trideset letih dela odpustili. Da bi lahko preživljal ženo in otroka (ki ju resnično ljubi), poroča in mori vrsto bogatih vdov. Sčasoma ga oblasti pregona odkrijejo in obsodijo za umor na giljotino, toda sam zavrača ubijanje peščice, za kar je bil obsojen, da ni nič slabše kot ubijanje množic v vojni, za kar so bili drugi nagrajeni. 

## Produkcija
Prvotno idejo za film je izdelal Orson Welles, ki je pripravljal lastni film in si želel Chaplina v vlogi lika, temelječega na Landruju; toda Chaplin se je v zadnji minuti umaknil, saj ni želel igrati pod drugim režiserjem. Welles je razkril, da je Chaplin od njega odkupil scenarij in na novo napisal več pomembnih delov, tudi konec in, kar označi kot »najbolj smešen prizor v Verdouxu«; edini preostali Wellesov prizor je začetni. Dodal je tudi Chaplinove trditve, da se ni spominjal prejema scenarija od Wellesa, ter da v tem pogledu Chaplinu verjame. Sam je verjel, da bi bila njegova različica filma boljša, saj je imel Chaplina za »genija« kot igralca, toda ne posebej dodelanega režiserja; toda Welles je nujno potreboval denar, zato je prodal pravice nad scenarijem.
Po drugi različici dogodkov je Welles, še preden je napisal scenarij, ponudil Chaplinu glavno vlogo. Ta mu je odvrnil, da si ne želi pisati scenarija skupaj z njim ter »Če še ni napisan, me ne zanima.« Po ogledu filma je Welles vztrajal, da mora biti v filmu omenjeno, da je zgodba njegova ideja. 
Glavni lik mori za denar, zato (v svojih očeh) ni morilec. Ker gre za zvočni film, je nekaj komičnosti v dialogih in nekaj v situacijski komiki. Chaplin je delal s skupino igralcev, ki so igrali izključno v njegovih filmih. Toda v filmu Gospod Verdoux nastopa tudi nekaj znanih hollywoodskih igralcev, kot so Martha Raye, William Frawley in Fritz Leiber starejši. Po govoricah naj bi Chaplinova glavna igralka med letoma 1915 in 1923 Edna Purviance tudi nastopila v filmu. Toda Chaplinov biograf David Robinson je zapisal, da se je res za kratko vrnila v Chaplinov studio in se pripravljala za manjšo vlogo, toda ni stopila pred kamere.

## Sprejem
To je bil Chaplinov prvi celovečerni film, v katerem njegov lik ni niti malo spominjal za njegovega znamenitega Potepuha (v Velikem diktatorju ni nastopal Potepuh, toda židovski brivec je spominjal nanj) in posledično je bil film ob premiernem prikazovanju v ZDA slabo sprejet. Bil pa je uspešnejši v Evropi. Mračne teme filma se niso izkazale za primerne za ameriško politično in kulturno klimo tistega časa (manj kot dve leti po koncu druge svetovne vojne). Chaplinovo priljubljenost in javno podobo so nepopravljivo okrnili številni škandali in politične polemike pred izidom filma.
Deležen je bil tudi nenavadno sovražne obravnave medijev ob promociji filma, med njegovim kratkim časom predvajanja je bilo več bojkotov. Na eni od novinarskih konferenc ob promociji filma je imel Chaplin svoj nagovor, nato pa napovedal vprašanja novinarjev z besedami: »Začnite z mesarjenjem«. Od tedaj je pridobil dovolj privržencev, da velja za kultni film. 
Kljub slabim kritikam in finančnemu neuspehu pa je bil film nominiral za Oskarja za najboljši izvirni scenarij.